# Ролсвілл (Північна Кароліна)
Ролсвілл (англ. Rolesville) — місто (англ. town) в США, в окрузі Вейк штату Північна Кароліна. Населення — 9475 осіб (2020).

## Географія
Ролсвілл розташований за координатами 35°55′29″ пн. ш. 78°27′53″ зх. д. / 35.92472° пн. ш. 78.46472° зх. д. (35.924764, -78.464590).  За даними Бюро перепису населення США в 2010 році місто мало площу 10,22 км², з яких 10,19 км² — суходіл та 0,03 км² — водойми. В 2017 році площа становила 10,79 км², з яких 10,76 км² — суходіл та 0,03 км² — водойми.

## Демографія
Згідно з переписом 2010 року, у місті мешкало 3786 осіб у 1236 домогосподарствах у складі 1058 родин. Густота населення становила 370 осіб/км².  Було 1341 помешкання (131/км²).
Расовий склад населення:
| - 74,1 % — білих - 17,8 % — чорних або афроамериканців - 3,1 % — азіатів - 0,4 % — корінних американців - 2,5 % — осіб інших рас |

До двох чи більше рас належало 2,1 %. Частка іспаномовних становила 6,2 % від усіх жителів.
За віковим діапазоном населення розподілялося таким чином: 33,3 % — особи молодші 18 років, 59,5 % — особи у віці 18—64 років, 7,2 % — особи у віці 65 років та старші. Медіана віку мешканця становила 35,2 року. На 100 осіб жіночої статі у місті припадало 101,9 чоловіків;  на 100 жінок у віці від 18 років та старших — 95,1 чоловіків також старших 18 років.
Середній дохід на одне домашнє господарство  становив 86 041 долар США (медіана — 81 569), а середній дохід на одну сім'ю — 89 862 долари (медіана — 89 356). За межею бідності перебувало 8,0 % осіб, у тому числі 9,1 % дітей у віці до 18 років та 0,0 % осіб у віці 65 років та старших.
Цивільне працевлаштоване населення становило 2526 осіб. Основні галузі зайнятості: освіта, охорона здоров'я та соціальна допомога — 23,8 %, роздрібна торгівля — 18,8 %, науковці, спеціалісти, менеджери — 12,4 %, фінанси, страхування та нерухомість — 9,2 %.